# Geoparnus rhinoceros
Geoparnus rhinoceros is een keversoort uit de familie ruighaarkevers (Dryopidae). De wetenschappelijke naam van de soort werd in 2007 gepubliceerd door Kodada, Jach, Ciampor & Ciamporova-Zatovicova.